# Slivoň myrobalán
Slivoň myrobalán, též slivoň třešňová či myrobalán třešňový (Prunus cerasifera) je druh slivoně, ovocného stromu. Pěstuje se pro plody i jako podnož vhodná pro téměř všechny druhy slivoní. Pochází z Balkánského poloostrova, Blízkého východu a Střední Asie, v ČR v teplejších oblastech zplaňuje.

## Popis
Je to opadavý, poměrně vitálně rostoucí, mrazuvzdorný keř nebo strom s vejčitou korunou, dorůstající výšky i šířky 3–10 metrů. Borka kmene je tmavohnědá, podélně rozpukaná, letorosty jsou lysé a lesklé. Listy jsou vejčité, řapíkaté, často načervenale zbarvené. Kvete v dubnu až květnu, květy jsou pravidelně pětičetné, korunní plátky bílé či růžové, zřídka červené. Je samosprašný. Plody (často nesprávně označované jako špendlíky) jsou peckovice dosahující velikosti zhruba 30 milimetrů (větší než mirabelky, v případě nešlechtěných odrůd ale drobnější než slívy či ryngle), obvykle bývají červené, ale podle kultivaru (kterých existuje přes 20) se může barva lišit od žluté až po tmavě červenou či modrofialovou. Dozrávají od srpna do září.
Uvádí se, že plody myrobalánu se od plodů špendlíku nebo mirabelky nejlépe odliší tím, že dužninu lze špatně oddělit od pecky (u mirabelky a špendlíku je to totiž naopak, dužninu lze oddělit snadno).

## Sadovnictví
Myrobalán se používá i jako podnož, pěstuje se ze semen. Hodí se pro všechny druhy slivoní s výjimkou Kirkeho, uplatnění najde v teplejších a sušších polohách. Odrůdy naštěpované na myrobalán dozrávají později, nabízejí ale bohatou úrodu. Mnohé švestky, pološvestky, renklody a slívy však vykazují horší odlučitelnost od pecky.

## Galerie

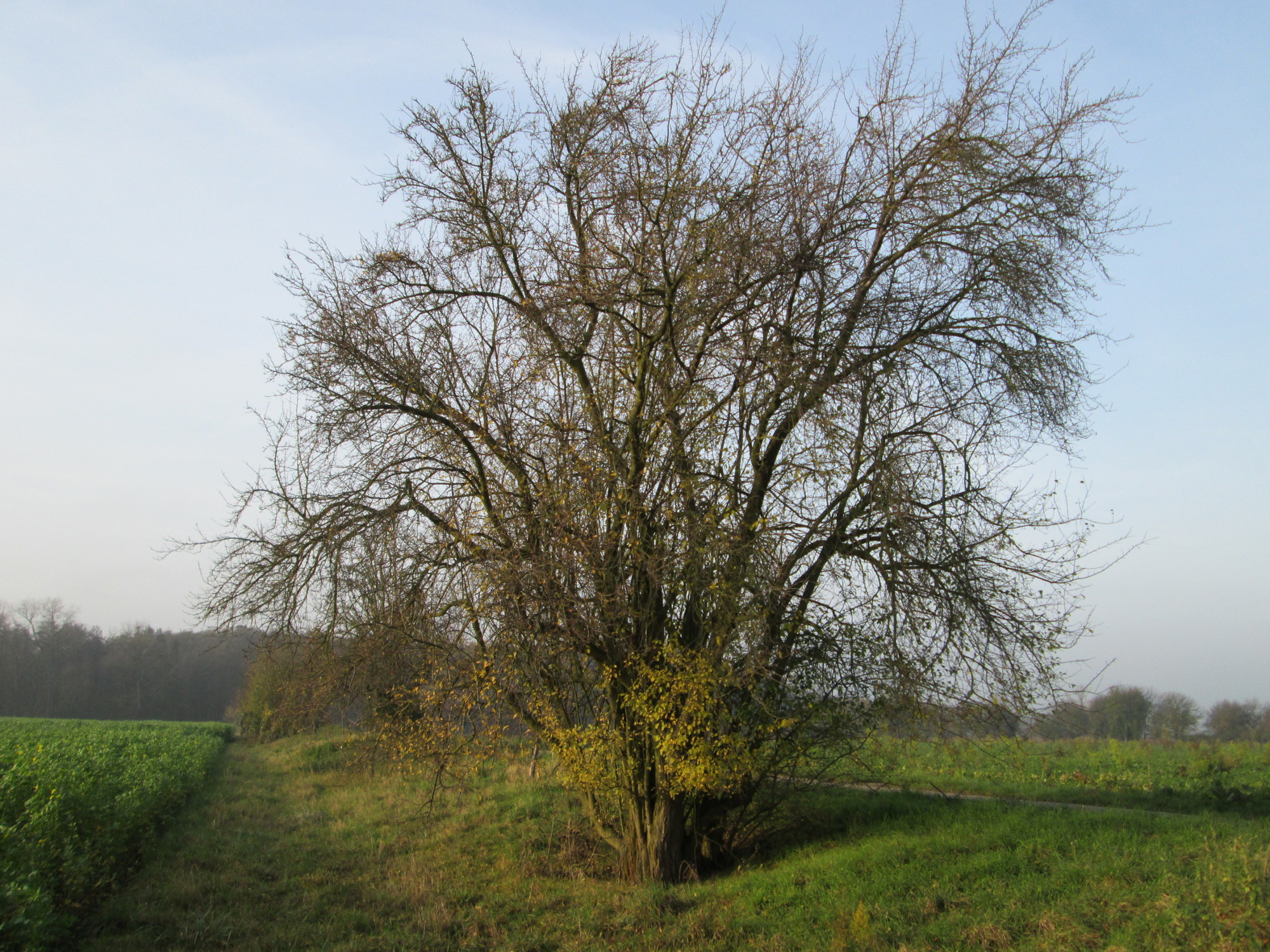
Habitus
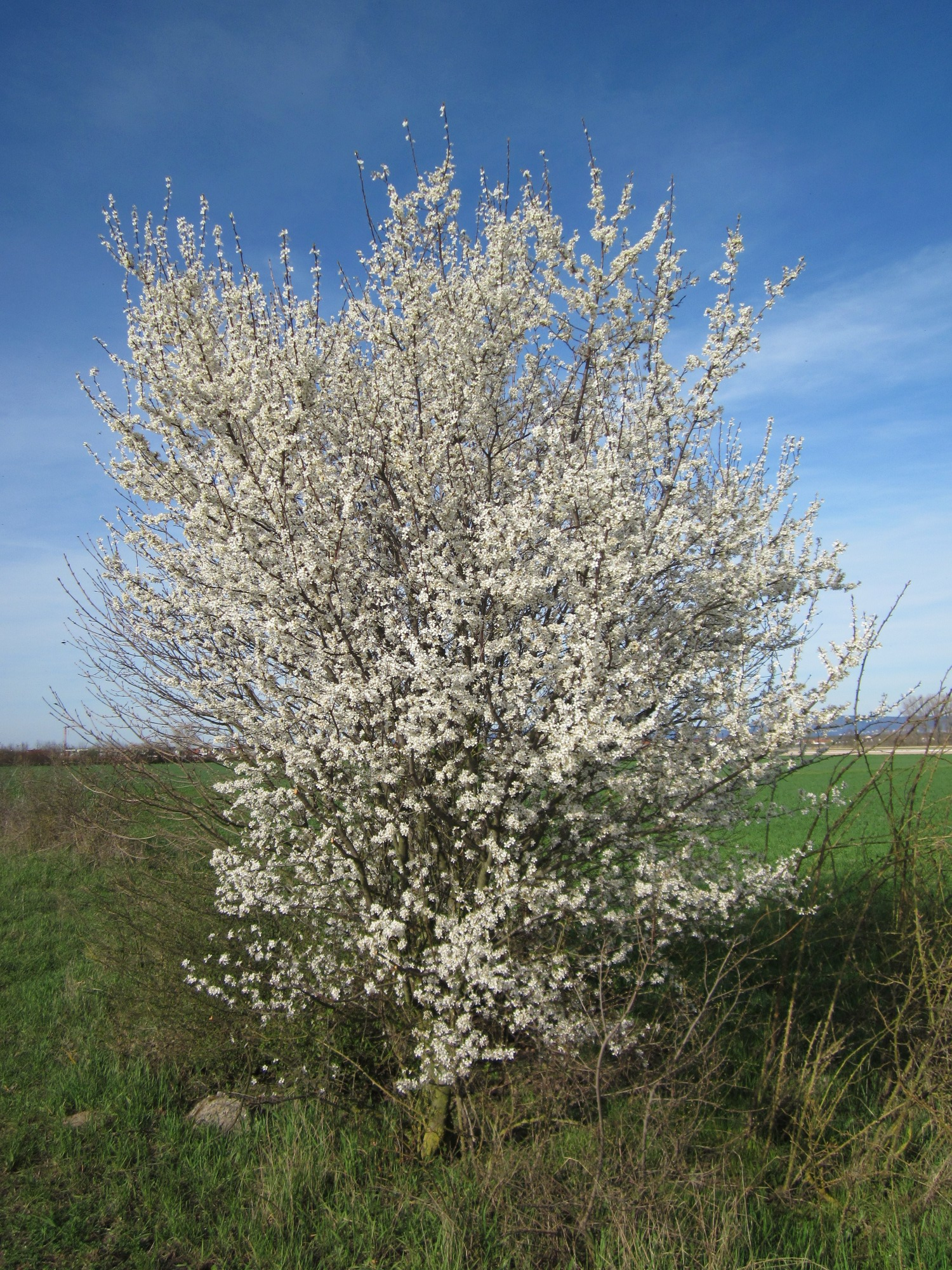
Bíle kvetoucí keř
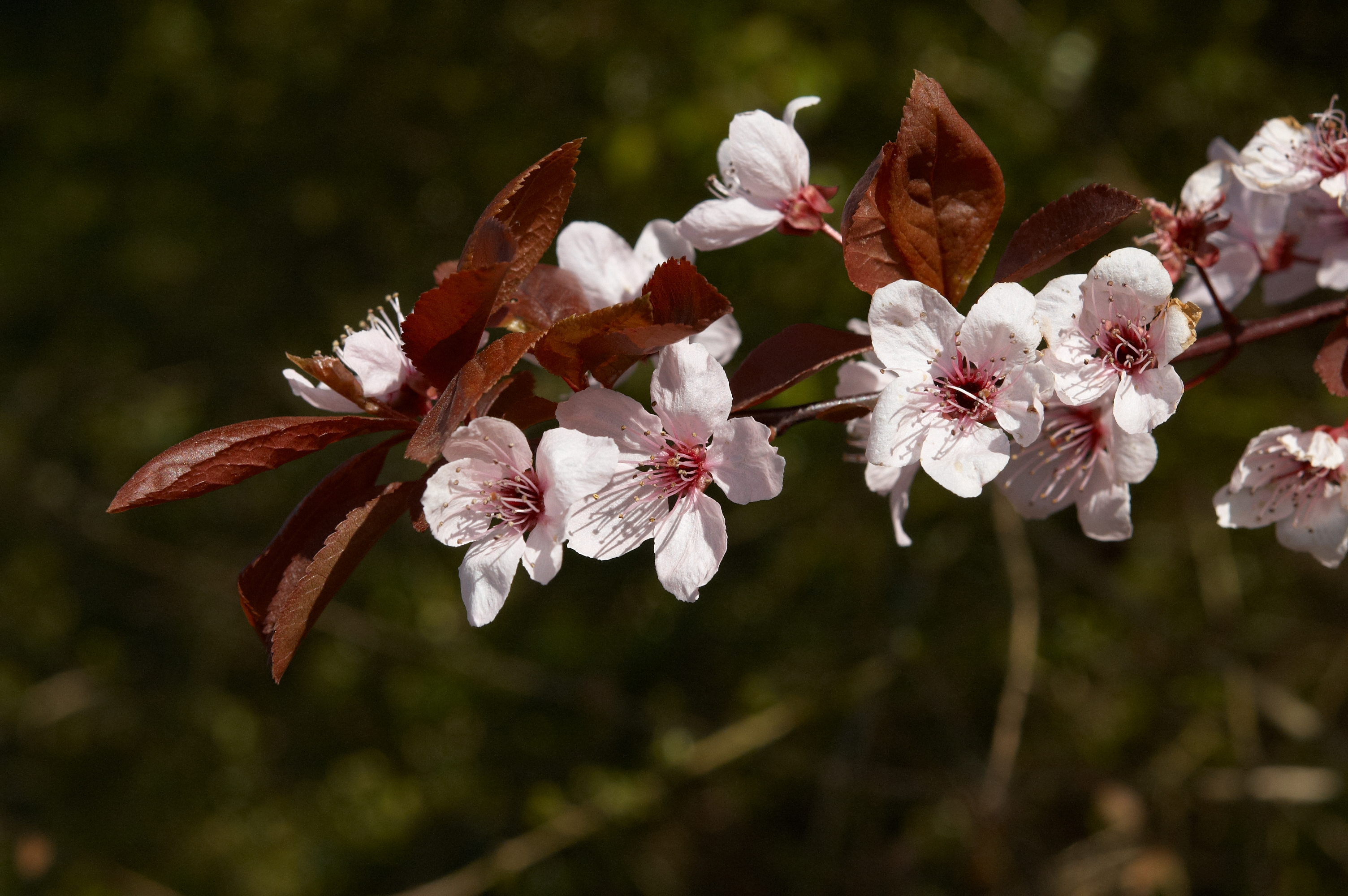
Kvetoucí větévka
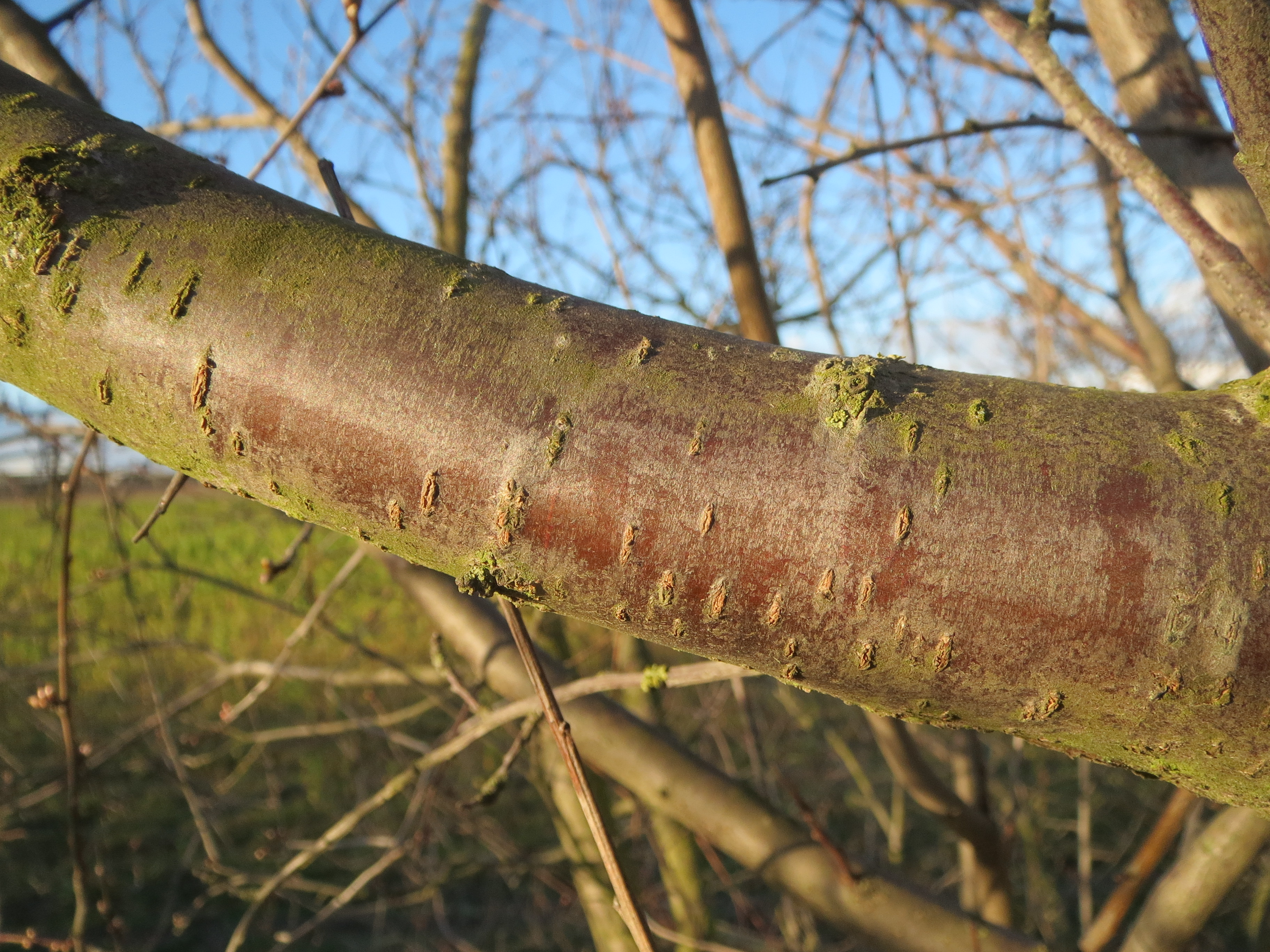
Borka
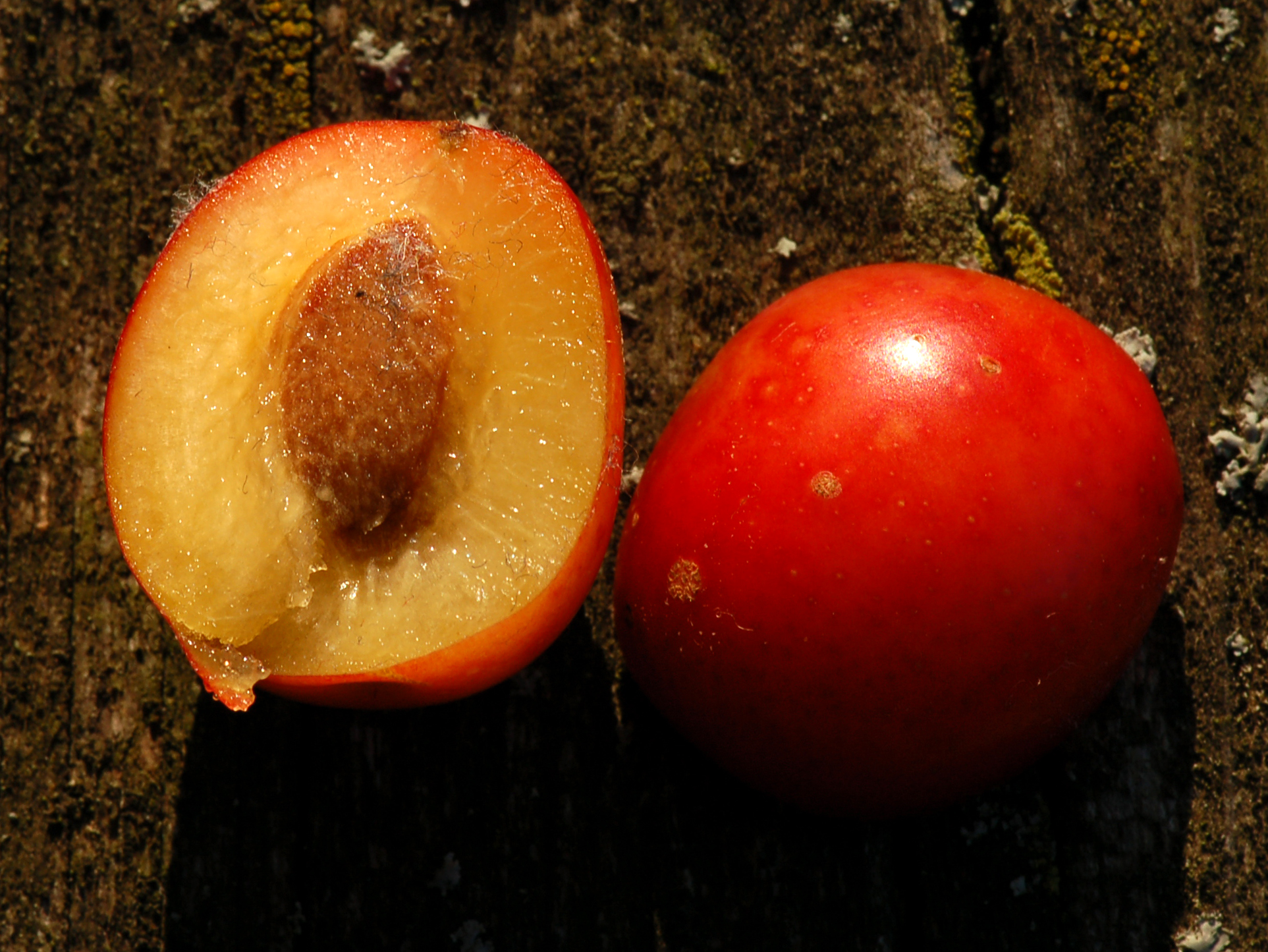
Rozpůlené plody